# Carl Baermann (Klarinettist)

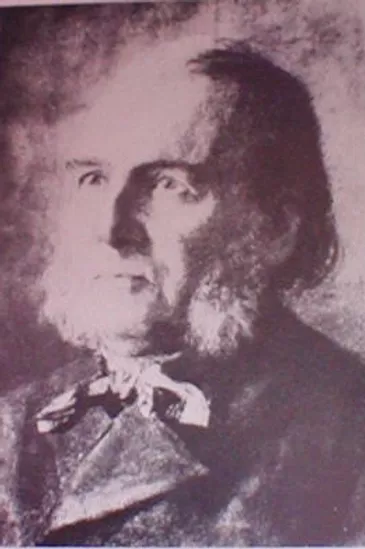
Carl Baermann

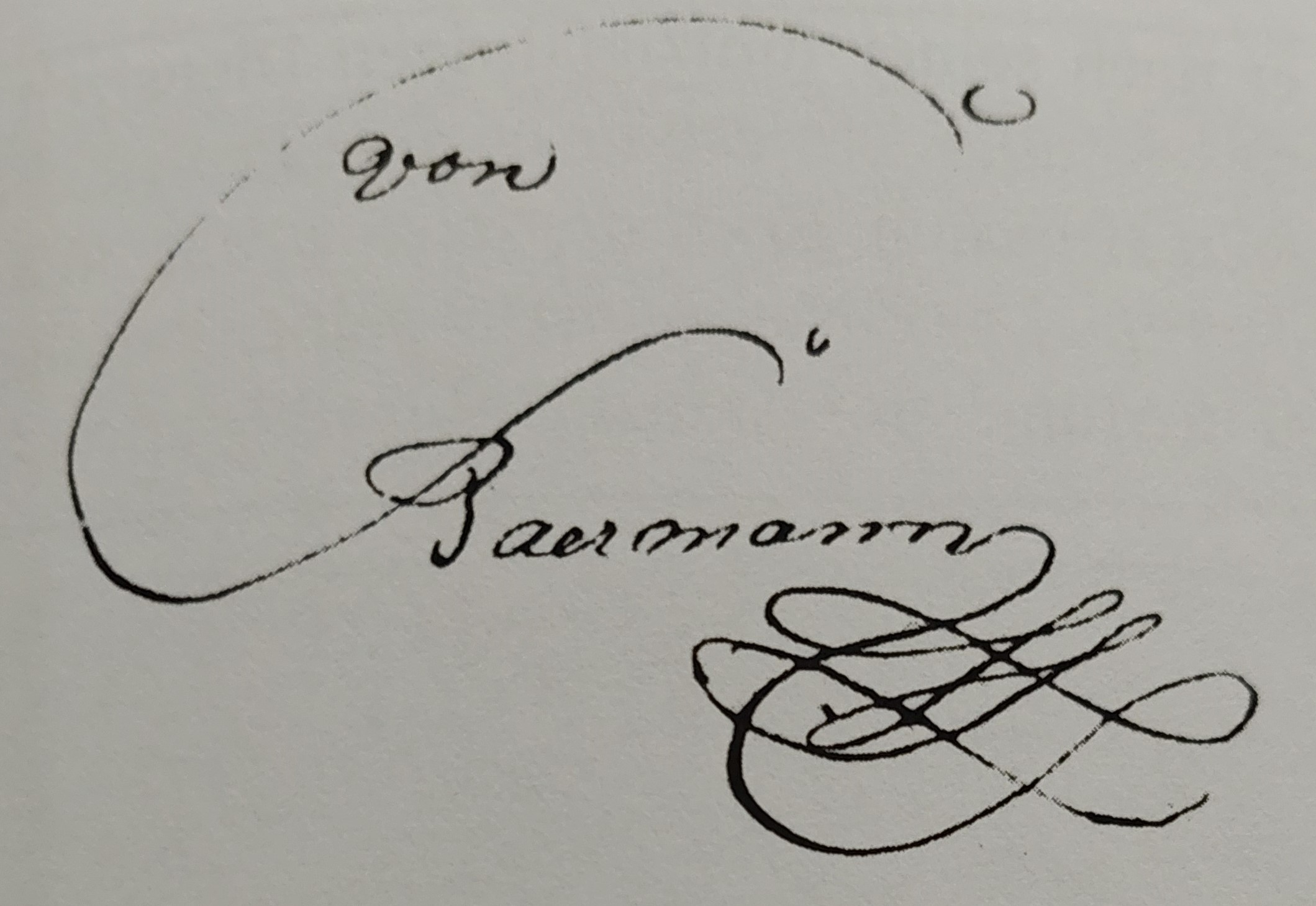
Signatur 1843

Carl Ludwig Wilhelm Baermann (geboren 24. Oktober 1811 in München; gestorben 24. Mai 1885 in München) war ein deutscher Klarinetten- und Bassetthornvirtuose, Musikpädagoge und Komponist.

## Leben

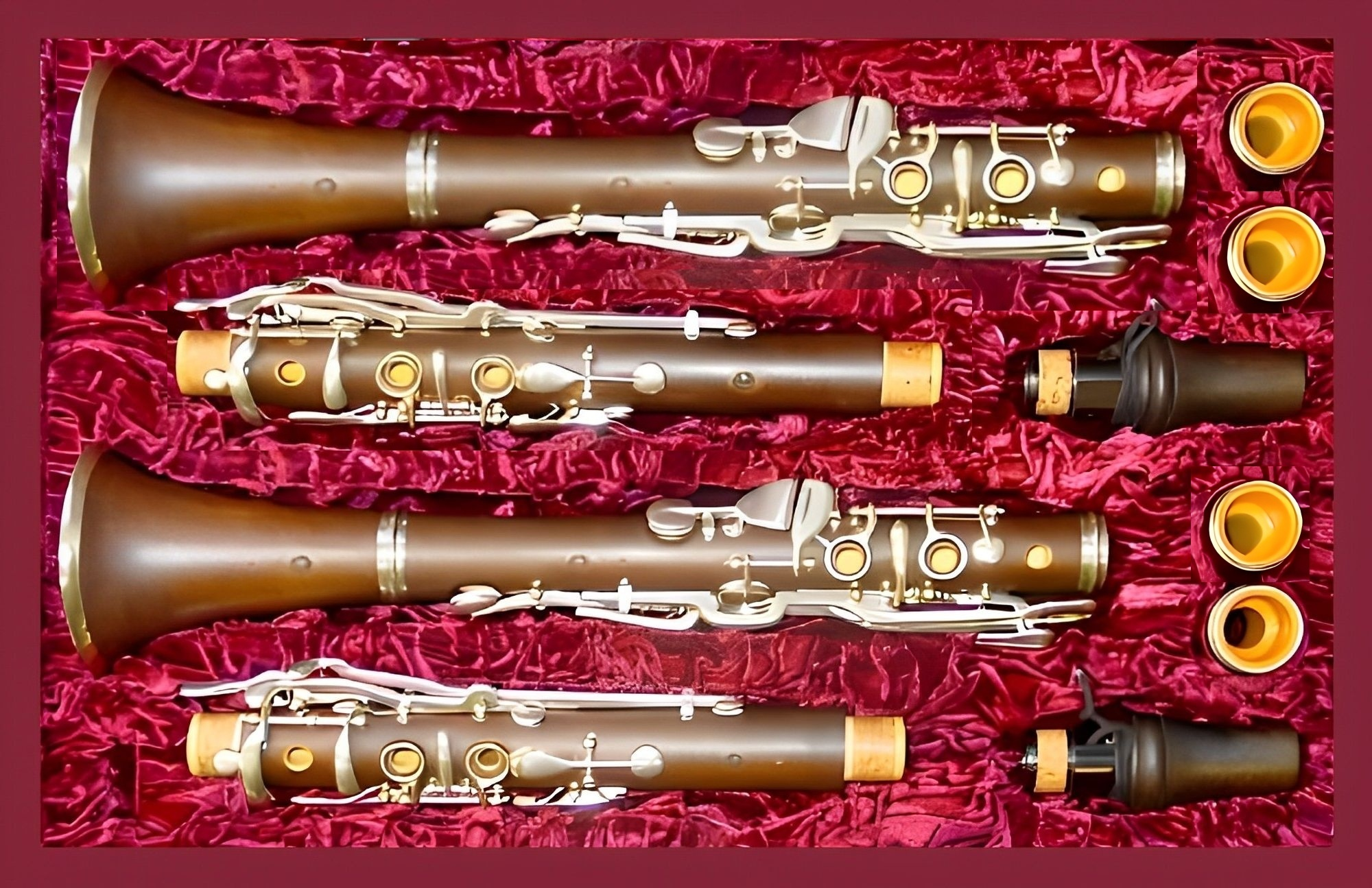
Ein Satz Baermann-Ottenteiner-Klarinetten, Nachbau von Andreas Schöni, Bern, aus braunem Buchsbaum

Baermann war Sohn des Klarinettisten Heinrich Joseph Baermann und der Sängerin Helene Harlaß (1785–1818); er hatte vier Geschwister. Carls gleichnamiger Onkel (1782–1842), war Fagottist in der Königlichen Hofkapelle zu Berlin.
Im Juni 1834 erhielt Baermann die Bewilligung seines Arbeitgebers Barbara Schmitz heiraten zu dürfen, sie hatten acht Kinder.
Baermann wurde musikalisch von seinem Vater ausgebildet und gehörte seit 1825 als Eleve und ab 1832 fest der Münchner Hofkapelle an, in der er Bassetthorn spielte und 1847 seinem Vater in der Position des Soloklarinettisten folgte. Er begleitete seinen Vater auf vier Konzertreisen, und die beiden trumpften als Vater-und-Sohn-Duo unter anderem mit Carls Duo concertant op. 33 1839 in Paris auf, wo sie beim befreundeten Giacomo Meyerbeer untergekommen waren.
Seine Vollständige Clarinettenschule entwickelte er beim Unterrichten an der Königlichen Musikschule, sie erschien fünfbändig ab 1867 in Offenbach. Mit dem Instrumentenbauer Georg Ottensteiner patentierte er 1860 ein Klarinettenmodell, das den Zuspruch des Brahms-Klarinettisten Richard Mühlfeld fand. Mit der Pensionierung als Soloklarinettist wurde er zum Bayrischen Professor ernannt. Carl Baermanns Werk verzeichnet 87 Opus-Zahlen.
Sein Sohn Carl (iii) (auch Karl, 1839–1913) war Schüler von Peter Cornelius und Franz Lachner und Freund von Franz Liszt. Er war an der Münchner Musikschule als Klavierlehrer angestellt, bevor er 1881 nach Boston übersiedelte. Seine Tochter Marie Hepner (* 9. Oktober 1845) erhielt eine Gesangsausbildung als Sopranistin. Sie sang unter anderem 1866 am Münchner Hoftheater und 1868–69 am Hoftheater Stuttgart. Im Jahr 1879 heiratete sie den Rittergutsbesitzer Georg Hepner und zog mit ihm nach Schwintsch bei Danzig.

## Großes Duett für Dampfnudel oder Rahmstrudel, Clarinett und Bassetthorn
Heinrich und Carl Baermann machten auf einer zweijährigen Konzertreise auf dem Weg nach Sankt Petersburg Station in Berlin und vereinbarten am 30. Dezember 1832 einen Besuch im Hause von Felix Mendelssohn Bartholdy, Baermann und Mendelssohn Bartholdy hatten sich auch schon 1827 in Berlin getroffen. Vater und Sohn Baermann sollten in der herrschaftlichen Küche der Mendelssohns für ein Gericht mit Dampfnudeln und Rahmstrudel sorgen, wonach es Mendelssohn seit einem Besuch bei Baermann in München gelüstete. Mendelssohn seinerseits würde derweil einen schon lange zugesagten Komponierauftrag für Heinrich Baermann erfüllen. Es entstand ein Konzertstück für Klarinette, Bassetthorn und Klavier op. 113, das schon an dem Abend mit Mendelssohn am Klavier geprobt werden konnte. Wegen des Erfolges wiederholten die drei ein paar Tage danach die Koch- und Komponieraktion für ein zweites Konzertstück für Klarinette, Bassetthorn und Orchester Nr. 2, op. 114. Mendelssohn orchestrierte seine erste Komposition, Carl Baermann schrieb die Orchesterfassung für die zweite.

## Kompositorisches Wirken
Wie schon sein Vater war Carl Baermann nicht nur als Instrumentalist aktiv, sondern komponierte auch. Kompositionsunterricht erhielt er durch den Münchner Hofkapellmeister Joseph Hartmann Stuntz. Von 1828 bis zu seiner Pensionierung im Jahr 1880 war er Mitglied der Münchner Musikalischen Akademie. In seinen 74 Lebensjahren schrieb er mindestens 88 Werke, von denen allerdings nur 31 nachweislich erhalten geblieben sind. Es handelt sich im Wesentlichen um Kammermusikwerke für Klarinette und Klavier und ein paar Solokonzerte für Klarinette und Orchester. Seine Klarinettenschule (op. 63 und 64) enthält 24 kürzere Vortragsstücke, von Baermann als „Salonstücke“ bezeichnet, die noch heute in der mittleren bis höheren Ausbildung an der Klarinette häufig einstudiert werden.
Im Folgenden eine Auswahl der bekannten und veröffentlichten Werke Carl Baermanns.

### Orchesterwerke
- Op. 2: Divertissement, Juli 1844, Schott (Autograf)
- Op. 6: Militär-Conzert, ca. 1857, Schott (Druck)
- Op. 8: Variations brillante (für Klarinette mit Orchester oder Klavier), September 1846, Schott (Druck)
- Op. 15: Fantasie für Klarinette in B und Orchester (oder Klavier), April 1843, Schott (Autograf)

- Op. 36: Introduction und Rondo (für Klarinette und Orchester), 4. Juli 1878, André (Autograf)
- Op. 44: Konzertstück in d-Moll, n. d., André
- Op. 49: Concertstück Nr. 1 in Es für Klarinette und Orchester, n. d., André (Autograf)

### Kammermusik für Klarinette und Klavier
- Op. 7: Fantaisie, April 1843, Troupenas (Druck)
- Op. 8: Variations brillante (siehe oben, Druck)
- Op. 14: La Petite Mendiante / Die kleine Bettlerin, Gesangsszene, April 1843, Schott (Autograf)
- Op. 17: La Nuit Étoile / Sternenhelle Nacht, 1843, Troupenas (Druck)
- Op. 25: Ein Abend auf den Bergen / Une Soiree dans les Montagnes, Tongemälde, 1846, Schott (Autograf)
- Op. 29: Geisterstunde, 1856, Schott
- Op. 30: Verlorenes Glück, Lied, 1853, Schott (Autograf)
- Op. 33: Duo concertant für 2 Klarinetten und Orchester oder Klavier, 1839/1873, Schott (Druck)
- Op. 34: Erinnerung an meine Kinderjahre, Impromptu für Klarinette und Klavier, März 1873, André (Druck)
- Op. 41: Travestie, 1. Carneval-Scherz, n. d., André (Druck)

- Op. 45: Travestie, 2. Carneval-Scherz, n. d., André (Druck)
- Op. 47: Ein Traum – Divertimento für Klarinette und Klavier, n. d., André (Druck)
- Op. 52: Souvenirs de Bellini, Fantaisie brillante, 1873?, Schott (Autograf)
- Op. 53: Melodische Schwärmereien – Solo fantastique, Februar 1854, Schott (Autograf)

### Kammermusik für Klarinette und Klavier (spätere Hefte bei André)
- Op. 84: Fantasie-Stücke und Lieder, Heft I. (Nr. 1 Sehnsucht, Nr. 2 Schlummerlied, Nr. 3 Pastorale)
- Op. 85: Fantasie-Stücke und Lieder, Heft II. (Nr. 4 Wiedergewonnene Ruhe, Nr. 5 Auf dem See, Nr. 6 Frühzeitiger Frühling)
- Op. 86: Fantasie-Stücke und Lieder, Heft III. (Nr. 7 In der Ferne, Nr. 8 Sang und Tanz, Nr. 9 Rastlose Liebe)

### Lehrwerke / Pädagogik

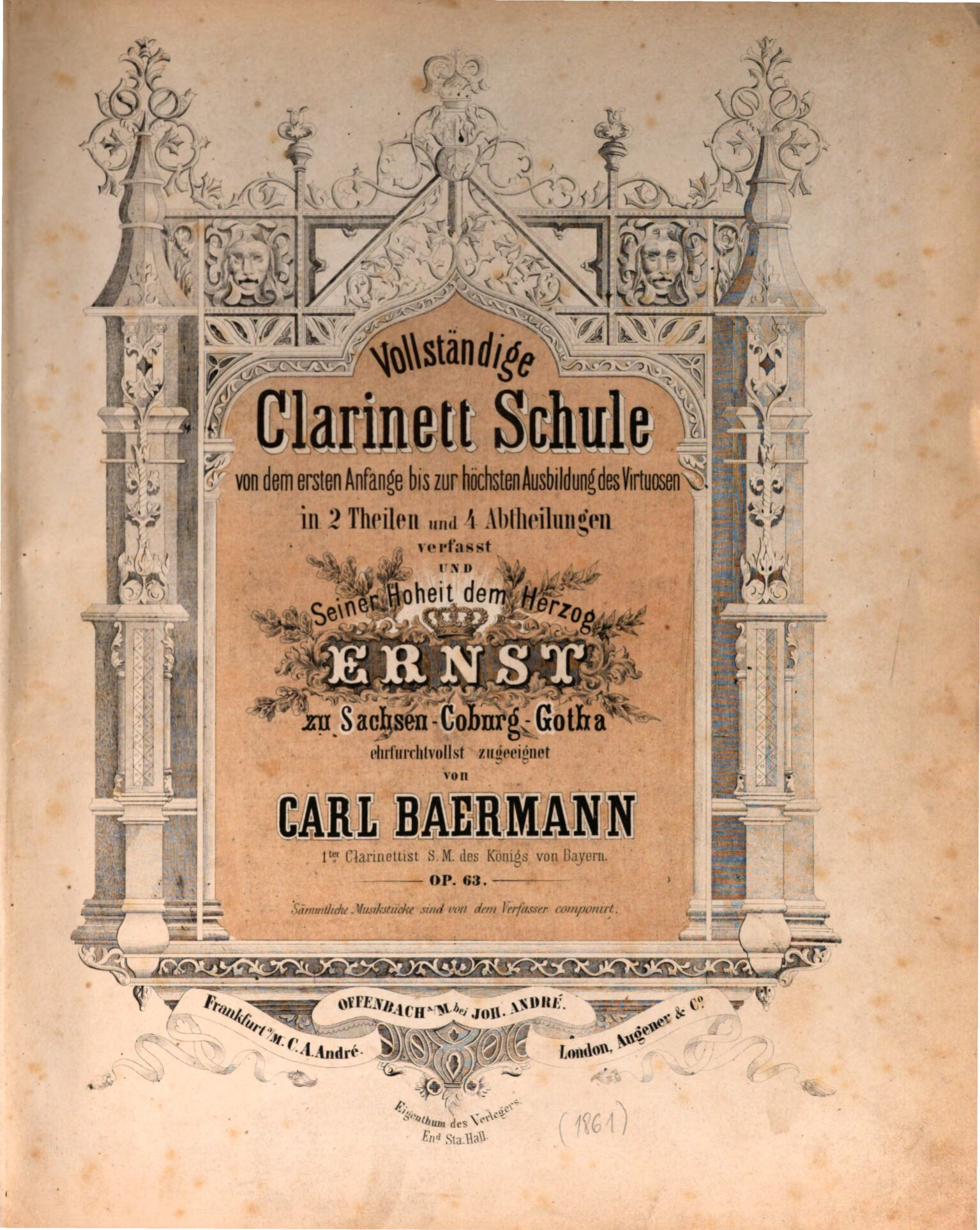
Titelblatt der Vollständigen Clarinett-Schule op. 63, 1861

- Op. 63: Vollständige Clarinett-Schule, Erster Teil (Abteilung I–III), 31. Dezember 1860, André
- Op. 64: Vollständige Clarinett-Schule, Zweiter Teil (Abteilung IV), um 1860

### Vokalwerke
- Op. 66: Drei Gedichte für Singstimme und Klavier (Nr. 1 Veilchen, Nr. 2 Lust und Qual, Nr. 3 Gefunden), März 1870, Schott (Druck)

## Editorische Tätigkeit und Beitrag zur Weber-Forschung
Carl Baermann spielte im 19. Jahrhundert eine wichtige Rolle bei der Bewahrung und editorischen Weitergabe der Klarinettenwerke von Carl Maria von Weber. Er besaß zahlreiche Weber-Autografe aus dem Nachlass seines Vaters, dem Weber seine Klarinettenkonzerte gewidmet hatte, und kannte diese Werke aus eigener Spielpraxis und der seines Vaters sehr gut. Ab 1870 veröffentlichte Carl Baermann eigene Bearbeitungen und Kadenzen zu den Klarinettenkonzerten und zum Concertino op. 26, die die Aufführungspraxis nachhaltig prägten – jedoch stellen diese Ausgaben teils deutliche Eingriffe gegenüber Webers Originaltexten dar und werden heute aus kritischer Sicht als „Interpretationsausgaben“ gewertet.
Darüber hinaus unterstützte Carl Baermann den Musikforscher und Weber-Biographen Friedrich Wilhelm Jähns ab 1864 maßgeblich bei der Erstellung des Weber-Werkverzeichnisses: Er stellte Jähns nicht nur mehrere Weber-Autografe aus dem Nachlass seines Vaters zur Verfügung, sondern forschte auch im Münchner Musikleben aktiv nach weiteren Quellen und Dokumenten zu Webers Werken. Der umfangreiche Briefwechsel zwischen Baermann und Jähns dokumentiert diese Zusammenarbeit, die zur Erweiterung und Präzisierung der Weber-Forschung beitrug.

## Sonstiges
Das 1993 gegründete Klarinettentrio bärmann-trio ist nach Carl Baermann benannt.